# Codex de Berlin
Ne pas confondre avec le Papyrus de Berlin.
Le codex de Berlin (Codex Berolinensis Gnosticus 8502), également appelé Akhmin Codex, est un papyrus contenant des textes chrétiens apocryphes écrits en dialecte copte. Il est conservé au Neues Museum de Berlin.  

## Origines, datation et publication
Le codex de Berlin a été acheté en 1896 en Égypte, par un spécialiste allemand des chrétiens d'orient, Carl Schmidt. Son origine exacte est inconnue, mais Schmidt pensait qu'il avait dû être trouvé dans une tombe chrétienne, à Akhmîm en Haute-Égypte. Sa rédaction semble dater du Ve siècle.
Une première publication en a été faite par Carl Schmidt en 1903, mais à la suite de multiples contretemps et de son décès il a fallu attendre 1955 pour voir paraitre son édition définitive par Walter Till, après rapprochement avec les textes découverts en 1945 dans la bibliothèque de Nag Hammadi.

## Contenu
Il s'agit de la traduction en sahidique (un dialecte du copte) de quatre textes, rédigés à l'origine en grec, dénommés respectivement :   
- Évangile selon Marie (BG 8502,1 ) : pages 7 à 19, les premières pages et les pages 11 à 14 manquent.
- Apocryphon de Jean (BG 8502,2) : pages 19 à 77.
- Sagesse de Jésus-Christ (BG 8502,3) : pages 77 à 127.
- Acte de Pierre (en) (BG 8502,4) : pages 128 à 141.